# Rafael
Rafael, pravog imena Raffaello Santi da Urbino, bio je talijanski slikar i arhitekt visoke renesanse; uz Leonarda da Vincija i Michelangela njezin najznačajniji predstavnik. U Rafaelovu slikarskom djelu došao je do punog izražaja duh visoke renesanse sa svojim zanosom za klasičnu harmoniju i idealnu ljepotu. Kao objektivna vrijednost u slikarskoj umjetnosti ostaju čistoća njegovih crteža, jasnoća kompozicije, vedrina kolorita i neposredna ljudska realizacija portreta. Rafael je izvršio golem utjecaj na svoje učenike i suradnike, a njegov crtež i kompozicija bili su uzor mnoštvu njegovih sljedbenika. Sredinom 19. st. engleski prerafaeliti ugledali su se na njegova djela iz ranog umbrijskog i firentinskoga razdoblja kao u vrhunske uzore umjetnosti.

## Životopis
Bio je učenik kod svog oca zlatara i kipara Giovannija Santija koji je radio za humanista i ljubitelja umjetnosti, vojvodu Urbina, Federico III. Montefeltro. Rafael je rođen i odrastao u njegovoj palači u Urbinu koju je dizajnirao Lucijan Vranjanin, a koja je tada bila na glasu po svojoj umjetnosti. Njegova majka, Mágia, preminula je 1491., a Rafaelov otac, koji se u međuvremenu ponovno oženio, preminuo je 1494., te je Rafael postao siroče s nepunih 11 godina. Njegov ujak Bartolomeo je postao njegovim skrbnikom koji je prepustio mladom Rafaelu vođenje očeve radionice. Rafaelov otac mu je osim velikog bogatstva ostavio i dobre veze s mnogim umjetnicima tog doba, što mu je pomoglo kasnije u njegovoj karijeri.
Između 1498. i 1500. radio u radionici umbrijskoga slikara Perugina u Perugi. U prvom razdoblju stvaralaštva radio je u duhu Peruginova slikarstva pretežito kompozicije iz života Blažene Djevice Marije. Likove smirene ljepote smještao je u prostore s dubokim perspektivnim rješenjima (Krunidba Majke Božje; Madonna Conestabile; Zaruke Blažene Djevice Marije). God. 1501. dobio je titulu »majstora«, čime je njegovo školovanje bilo okončano. Njegovo prvo samostalno djelo bila je oltarna slika za crkvu sv. Nikole Tolentinskog u mjestu Città di Castello (danas sačuvana samo u dijelovima koji su u različitim muzejima), a najpoznatije djelo mu je oltarna slika Raspeća u obližnjoj crkvi sv. Dominika.
Od jeseni 1504. Rafael boravi i radi u Firenci na svojim prvim slikama. Tu se upoznaje s radovima ondašnjih slikara, Leonarda da Vincija, Andree del Sarta, Michelangela i Fra Bartolomea. U Firencu je došao s namjerom da ostane nekoliko mjeseci i da prouči radove tih slikara, međutim tu ostaje četiri godine i 21. travnja 1508. potpisuje pismo koje je poslao svom stricu s „Rafaelo, slikar u Firenci”.

### Firentinski utjecaj
Rafael je vodio "nomadski" život, radio je u raznim centrima u sjevernoj Italiji, ali je proveo dobar dio vremena u Firenci, možda oko 1504. Međutim, iako je tradicionalno datiranje njegova "firentinskog razdoblja" oko 1504. – 08., on vjerojatno nikada nije bio stalni stanovnik Firence. Možda je isprva posjetio grad kako bi osigurao materijale za radionicu u Perugi, dobivši mogućnost da asimilira utjecaj firentinske umjetnosti, gradeći svoj originalni stil. Freske u Perugi iz oko 1505. pokazuju novu monumentalnu kvalitetu u kompoziciji koje mogu predstavljati utjecaj Fra Bartolomea, za kojeg Vasari kaže da je bio prijatelj Rafaela. No najupečatljiviji utjecaj u radu tih godina je Leonardo da Vinci, koji se vratio u grad 1500. – 1506. Rafael je počeo koristiti dinamične i složene kompozicije, a iako su njegove figure još uvijek uglavnom mirne, napravio je studije borbe golih muškaraca, jedne od opsesija firentinskog razdoblja. Drugi crtež je portret mlade žene koja koristi tročetvrtinski piramidalni sastav tek završene Mona Lise, ali još uvijek izgleda potpuno rafaelovski. Još jedna Leonardova kompozicija je piramidalna Sveta Obitelj koju Rafael ponavlja u nizu radova koji ostaju među njegovim najpoznatijim štafelajnim slikama. Tu je i rafaelov crtež Leonardovog izgubljenog djela Leda i labud, iz kojega je iskoristio kontrapost pozu na svojoj slici Sveta Katarina Aleksandrijska. Također je usavršio i svoju verziju Leonardova sfumato modeliranja, čime daje suptilnost svojem slikanju, ali čuva lagano jasno svjetlo Perugina.
Leonardo je bio više od trideset godina stariji od Rafaela, ali je Michelangelo, koji je bio u Rimu u tom razdoblju, bio stariji tek osam godina. Rafael bi bio svjestan njegovih djela u Firenci, što se može vidjeti na njegovu Skidanju s Križa gdje npr. Wöllflin prepoznaje utjecaj Gospe s Michelangelova Doni tondoa u klečećoj figuri na desnoj strani, ali ostatak slike je daleko od njegovog ili leonardovog stila i postaje rafaelov prepoznatljiv stil koji se temelji na plastičnosti i monumentalnosti.

### Rimsko doba
Prvu naobrazbu iz arhitekture pružio mu je slavni arhitekt Donato Bramante. Krajem 1508. upravo po preporuci Bramantea Rafael dobiva poziv od pape Julija II. da dođe u Rim da bi ukrasio privatne odaje s freskama u Vatikanu. Oslikao je tri odaje u Vatikanu freskama s povijesnim, mitološkim, alegorijskim i biblijskim temama (Rafaelove sobe). Devet godina je radio na te tri čekaonice (Stanze) u Vatikanu: od 1509. – 1511. na prvoj sali Stanza della Segnatura, od 1511. – 1514. Stanza d'Eliodoro, te od 1514. – 1517. Stanza dell'Incendio di Borgo.
Godine 1511. Rafael upoznaje Michelangela koji je radio na osliku svoda poznate Sikstinske kapele. Michelangelo nije volio Leonarda, a kad je došao u Rim volio ga je još i manje pripisujući mu zavjere protiv njega. Kroz poznanstvo sa Sebastijanom del Piombom, koji je također u to vrijeme radio u Rimu, Rafael se upoznaje s venecijanskim slikarstvom. Kod svih fresaka koje je Rafael izveo za Vatikan, pomagali su mu učenici iz njegove radionice kao i ostali suradnici koje je zaposlio. Tako je kod programa za Sala di Costantino, za koju je Rafael napravio idejnu skicu, očigledno kako je malo dijelovaon sam svojom rukom nacrtao, a dalje izvođenje preuzeli su njegovi učenici od 1520. do 1524., Giulio Romano, Sebastiano del Piombo i Giovanni Francesco Penni.
Tijekom radova na stanzama umire papa Julije II. 21. veljače 1513. i papa postaje Giovanni de Medici pod imenom Lav X. 11. ožujka. I novi papa je također bio privržen Rafaelu i nakon smrti Bramantea 11. travnja 1514. proglašen je za nasljednika, i već 1. travnja te iste godine Rafael postaje arhitekt i izvođač radova na bazilici Sv. Petra. Godine 1515. postaje konzervator antičkih spomenika u Rimu, a pri tom ga podržava njegov prijatelj Baldasare Castiglione. U studenom te godine Rafael kupuje kuću u Borgu.
Dana 20. travnja 1519. prvih sedam tapiserija Djela apostolska, što ih je Pieter van Aelst istkao u Bruxellesu (1516. – 19.), su obješeni na zidove u Sikstinskoj kapeli; kartoni se čuvaju u Londonu (Victoria and Albert Museum).
Na Veliki petak 6. travnja 1520., u 37. godini života Rafael umire od neprekidne visoke temperature. Pokopan sljedećeg dana uz veliku počast, a sahranjen je u Panteonu u Rimu.

## Djela
Rafael je majstor sklada, a njegova umjetnost je lirska i dramska. On je bio najreprezentativniji slikar renesanse koji je u svoju umjetnost uklopio sve dotadašnje spoznaje i iskustvo umjetnosti (kjaroskuro, sfumato i kompozicije od Leonarda, te karakternost i voluminoznost likova od Michelangela).
U firentinskom razdoblju nastaju njegove velike oltarne slike (Madona pod baldahinom; Polaganje u grob), veći broj Gospi (Madonna u zelenom (1505., Sveta Obitelj (1507.), Vjenčanje Djevice (1504., Madonna del Granduca; Madona s češljugarom; Madonna Tempi; Madonna Colonna; Lijepa vrtlarica, tzv. La Belle Jardinière), nekoliko prikaza sv. Obitelji i portreta (Angiolo Doni), te mnogobrojni crteži i studije aktova. Njegova rana slika Vjenčanje Djevice (Brera) pokazuje lirski ugođaj; hram je u pozadini, komplicirana izvedba perspektive … nagovještavaju Rafaelove kasnije radove kao arhitekta. Bio je i izvrstan portretist te je razvio svoj način slikanja Bogorodice kao čistu i idealiziranu. Ona će postati modelom generacija slikara koji slijede.
Dok je Michelangelo radio na stropu Sikstinske kapele, Rafael je slikao freske u Vatikanskim polujavnim sobama – stanze (oko 1510). Tri od ovih fresaka, Atenska škola, Sveti razgovori i Poetika, su slavna remekdjela koja predstavljaju vrhunske discipline koje su se štovale u renesansi: filozofiju, religiju i umjetnost. Predivno komponirane, jasne i mirne; one zrače spokojnošću.
Povremeno se ogledao i u scenografiji (Ludovico Ariosto, Zamjena osoba, 1519.). Za boravka u Rimu izradio je više portreta visoke umjetničke vrijednosti (Baldassare Castiglione; Kardinal Tommaso Inghirami; Žena s velom; Julije II.; Leon X. s kardinalom Giulijem de’ Medici i Luigijem de’ Rossi) te nekoliko madona, u kojima je dosegnuo vrhunac svojega izraza (Madonna di Foligno; Madonna della sedia; Sikstinska Madona i poznata okrugla slika, Madonna della seggiola). Posljednje su mu velike kompozicije Sv. Cecilija sa svecima i Isusovo preobraženje što su ih dovršili Giulio Romano i Giovan Francesco Penni.
Kao graditelj sljedbenik je Bramanteova stila visoke renesanse i klasicizma Andrea Palladija. Projektirao je veći broj građevina: vilu Madama, palače della Valle i Vidoni-Caffarelli te grobnu kapelu Chigi u crkvi Sta Maria del Popolo u Rimu.
- Sveta Katarina Aleksandrijska, 1507., Nacionalna galerija, London.
- Skidanje s križa, 1507., ulje na dasci, 184 x 176 cm, Galleria Borghese, Rim
- Galatea, freska iz vile Farnese, Rim (1511.).
- Sikstinska Madonna, Dresden (1513.-14.).
- Francesco Maria della Rovere (1514.), nestala 1945. iz Muzeja Czartoryski, Krakov.
- Madonna della Seggiola, palača Pitti, Firenca (1514.).
- Portret Baldassarea Castiglionea, Louvre, Pariz (1515.).
- Kapela Chigi, Santa Maria del Popolo, Rim, 1516.
- Papa Lav X., Uffizi, Firenca (1518.-19.).
- Alba Madonna, Washington, Nacionalna galerija umjetnosti (1510. ili 1511.)

## Vanjske poveznice
- Rafael, proleksis enciklopedija
- Rafael – rano preminuli talijanski renesansni slikar – 1520., povijest.hr

## Ostali projekti
|  | Zajednički poslužitelj ima stranicu o temi Raffaello Sanzio    |
|  | Zajednički poslužitelj ima još gradiva o temi Raffaello Sanzio |